# Taśmiak długi
Taśmiak długi, taśmiak (Lumpenus lampretaeformis) – gatunek ryby okoniokształtnej z rodziny stychejkowatych (Stichaeidae). W Polsce objęty częściową ochroną gatunkową.

## Występowanie
Północny Atlantyk od Morza Białego do wybrzeży Szkocji, Wysp Owczych, Skagerraku, Kattegatu i Bałtyku. W Bałtyku jest to prawdopodobnie relikt epoki lodowcowej. W Ameryce Północnej od wybrzeży stanu Massachusetts do Nowej Fundlandii występuje podgatunek Lumpenus lumpretaeformis serpentinus.
Ryba przebywająca w strefach wód przybrzeżnych na większych głębokościach, od 30–80 m, najczęściej nad dnem mulistym i piaszczystym, rzadko skalistym.

## Opis
Dorasta maksymalnie do 42 cm. Ciało wydłużone, węgorzowate o okrągłym przekroju. Głowa mała, spiczasta, pysk zaokrąglony. Oczy duże. Ciało pokryte bardzo drobną łuską, głowa bezłuska. Długa płetwa grzbietowa wsparta 68–76 twardymi promieniami, sięgająca od głowy do płetwy ogonowej. Płetwa odbytowa długa, podparta 1 twardym promieniem i 47–53 promieniami miękkimi. Płetwy brzuszne cienkie, nitkowate. Płetwa ogonowa długa, wąska ze spiczastym zakończeniem.
Ubarwienie: grzbiet i boki jasnobrązowe lub jasnobrązowe z zielonkawym albo niebieskim odcieniem. Grzbiet i boki pokryte brunatnymi plamami i marmurkowatym deseniem. Brzuch zielonkawożółty.

## Odżywianie
W początkowym okresie życia odżywia się planktonem, a później zjada drobne zwierzęta denne. 

## Rozród
Tarło odbywa się od grudnia do stycznia, ikra składana jest na dnie. Po wylęgu larwy żyją w otwartej toni wodnej, w wieku ok. 3 miesięcy przechodzą do dennego trybu życia. Dojrzałość płciową osiągają w wieku 3 lat.